# Бушадорс, Жуан Томас де
Жуан Томас де Бушадорс (кат. Joan Tomàs de Boixadors, исп. Juan Tomás de Boxadors; 3 апреля 1703, Барселона, королевство Испания — 16 декабря 1780, Рим, Папская область) — испанский кардинал, доминиканец. 64-й Генеральный магистр ордена проповедников с июля 1756 по май 1777. Кардинал-священник с 13 ноября 1775, с титулом церкви Сан-Систо с 18 декабря 1775 по 16 декабря 1780.

## Биография
Родился в 1703 году в Барселоне в богатой аристократической семье. Каталонец по национальности. Был десятым из одиннадцати детей графа Жуана Антонио де Бушадорс. Изучал гуманитарные науки и теологию в Барселоне, затем отправился в Лёвенский университет, где получил диплом по гражданскому и каноническому праву. После окончания университета вернулся в Барселону.
Поступил на дипломатическую службу к императору Карлу VI. Благодаря своим способностям и отцовской протекции быстро продвинулся по службе. В 1732 году был назначен императором своим советником в Италии. Духовные искания заставили его отказаться от дипломатической карьеры и вступить в 1734 году в Орден проповедников. Став доминиканцем, он подвизался в монастыре Санта-Каталина в родном городе, через некоторое время стал приором монастыря, в 1746 году главой доминиканской провинции Арагона. Дружил с Антоненом Бремоном, который в 1748 году был избран на пост главы доминиканцев. Большое потрясение на Бушадорса произвело Великое Лиссабонское землетрясение, в котором погиб его брат.
В июле 1756 года на очередном генеральном капитуле Ордена проповедников он был избран 64-м генеральным магистром. Значительный период своего правления он посвятил посещению и инспекции испанских доминиканских монастырей. Бушадорсу пришлось руководить орденом в крайне непростое для доминиканцев и прочих католических орденов время. Во многих странах Европы под воздействием идей Просвещения правители придерживались секуляристских взглядов и всячески ограничивали влияние Католической церкви на общество и преследовали монахов. Кроме того, под воздействием антицерковной пропаганды резко сократилось количество призваний среди молодёжи. Особенно тяжёлой ситуация была во Франции Людовика XVI и Священной Римской империи Иосифа II (см. Иосифизм). В 1758 году во всей Франции было только четверо доминиканских новициев, каждый орден был обязан переписать свой устав под требования государства и представить для утверждения королю. В 1773 году под нажимом европейских монархов папа Климент XIV распустил орден иезуитов, однако доминиканцев эта участь миновала.
13 ноября 1775 года Бушадорс был назначен папой Пием VI кардиналом. 18 декабря получил знаки кардинальского достоинства и титул церкви Сан-Систо, однако получил разрешение от папы продолжать исполнять обязанности главы ордена до следующего капитула. В 1777 году сложил полномочия генерального магистра на капитуле, его преемником стал Бальтасар де Киньонес. На посту кардинала пытался защищать орден доминиканцев от секулярного натиска, но без особого успеха.
Умер 16 декабря 1780 года в Риме. Похоронен в церкви Сан-Систо, в честь которой получил кардинальский титул.

## Труды
Жуан де Бушадорс известен как автор двух совершенно разных по стилю и содержанию работ. Письмо с философскими размышлениями о томизме «De renovanda et defendenda doctrina sancti Thomae» (Об обновлении и защите доктрины святого Фомы) было опубликовано им на посту генерального магистра и вызвало большой резонанс. Поэма на родном каталанском языке «Soliloqui» была написана им ещё в юношеском возрасте под влиянием Кальдерона де ла Барки и стала заметным событием поэзии на каталанском языке эпохи барокко.